# Eurac Research

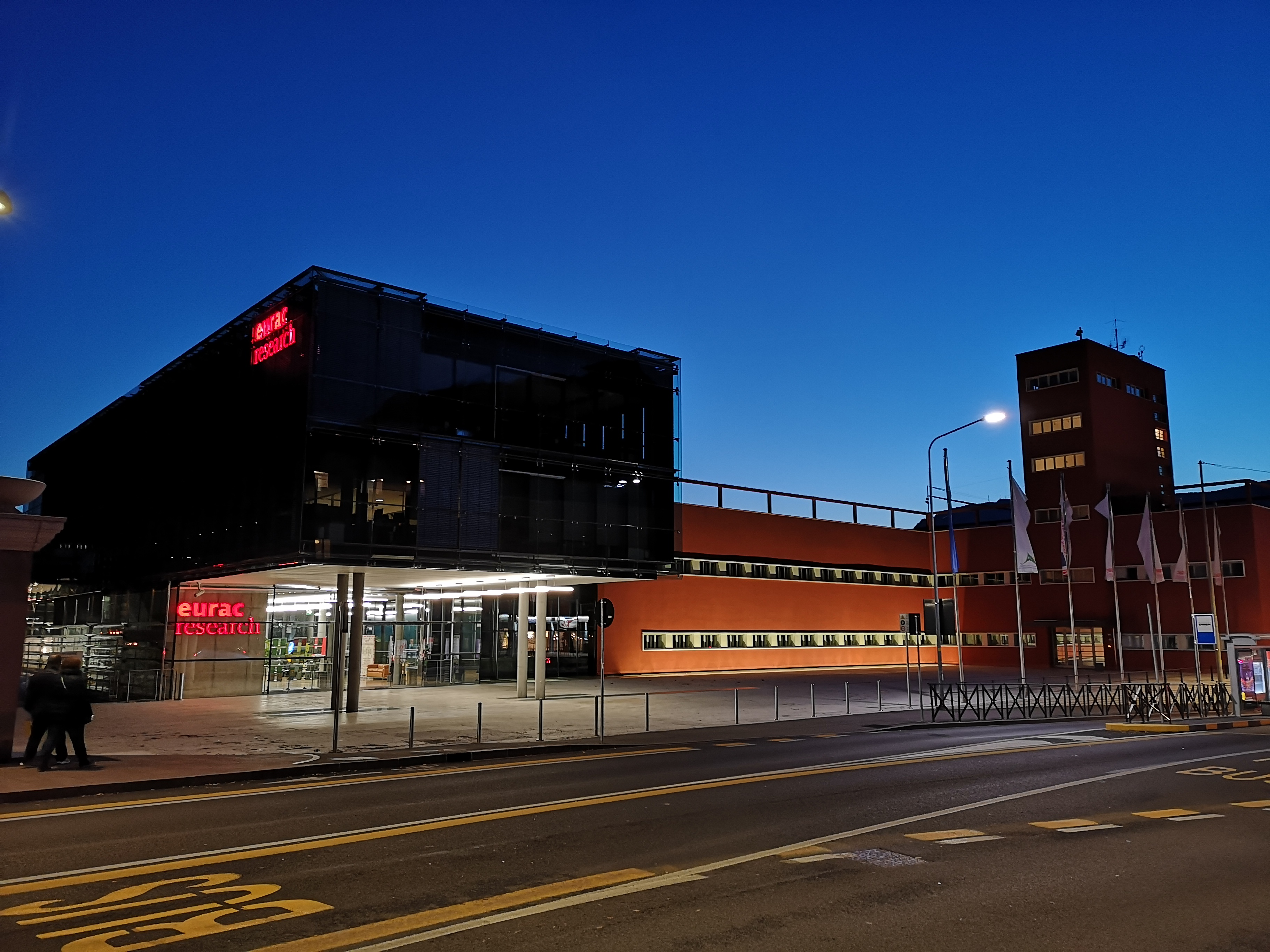
Die Gebäude des Forschungszentrums bei Nacht

Eurac Research ist ein privatrechtlich geführtes Zentrum für angewandte Forschung mit Sitz in Bozen (Südtirol, Italien).
Das im Jahr 1992 als Europäische Akademie Bozen administrativ begründete und seit 1993 tätige Forschungszentrum Eurac Research zählt derzeit elf Institute und fünf Center. Die Studien von Eurac Research fokussieren auf das mehrsprachige Berggebiet. Dazu gehören etwa Untersuchungen über die klimatischen Veränderungen in einigen Südtiroler Tälern, zur Mobilität im Alpenraum, zu Energieeinsparung in Berggebieten und zum Südtiroler Autonomiestatut, das das Zusammenleben der drei hauptsächlichen Sprachgruppen (deutsch, italienisch und ladinisch) in Südtirol regelt. Die Forscher von Eurac Research arbeiten im Rahmen internationaler Organisationen wie der Alpen- und der Karpatenkonvention, dem Umweltprogramm der Vereinten Nationen und der Organisation der Vereinten Nationen für industrielle Entwicklung.
Am Hauptsitz von Eurac Research befindet sich auch eine Außenstelle des Ständigen Sekretariats der Alpenkonvention, die vordringlich mit technisch-operativen Aufgabenbereichen befasst ist. Einzelne Abteilungen von Eurac Research, insbesondere die Laboratorien, befinden sich am NOI Techpark Südtirol/Alto Adige.

## Institute und Center
- Institut für Minderheitenrecht
- Institut für Public Management
- Institut für Angewandte Sprachforschung
- Institut für Vergleichende Föderalismusforschung
- Institut für Biomedizin
- Institut für Alpine Notfallmedizin
- Institut für Mumienforschung
- Institut für Alpine Umwelt
- Institut für Erdbeobachtung
- Institut für Regionalentwicklung
- Institut für Erneuerbare Energie
- Center for Advanced Studies
- terraXcube
- Center for Sensing Solutions
- Center for Global Mountain Safeguard Research
- Center for Autonomy Experience

Den unterschiedlichen Forschungssäulen liegt ein gemeinsamer Nenner zu Grunde: Forscher verschiedenster wissenschaftlicher wie auch geographischer Herkunft arbeiten flexibel und interdisziplinär zusammen, um Grundlagenforschung auf wirksame und nachhaltige Weise zu ermöglichen.
So entwickeln Sprachwissenschaftler und Informatiker Online-Lernprogramme für den Spracherwerb, Rechts- und EU-Experten untersuchen und erarbeiten rechtliche Instrumente zum Minderheitenschutz in der EU, Ökologen und Ökonomen entwerfen Zukunftsszenarien für die Entwicklung des alpinen Raums. Mediziner analysieren Genmaterial der Südtiroler Bevölkerung und Historiker erforschen deren Genealogie, um den Ursachen genetisch bedingter Krankheiten auf die Spur zu kommen.

## Forschungsinfrastrukturen
- 7 Labore im Bereich Erneuerbare Energie
- 2 Biobanken
- 4 Labore für archäologische Fundstücke
- 1 Labor für Biomedizin
- 1 Klimasimulator terraXcube
- 1 Labor für Technologien zum Umweltmonitoring
- 1 Freiluftlabor für ökologische Langzeitforschung

## Geschichte
Eurac Research wurde 1992 als privatrechtlicher Verein gegründet, nahm seine Tätigkeit im Januar 1993 auf und zählte anfangs zwölf Mitarbeiter in den Forschungsbereichen Sprache und Recht, Minderheiten und Autonomien sowie Alpine Umwelt. Erstes großes Projekt war eine Machbarkeitsstudie zur Errichtung einer Universität in Bozen (1993), die 1997 gegründet wurde.
Im Laufe der Jahre kamen weitere Forschungsgebiete dazu (unter anderem Management und Unternehmenskultur, Genetische Medizin und Erneuerbare Energien), so etwa das Institut für Biomedizin und das Institut für Alpine Notfallmedizin.

## Gebäude
Seit Herbst 2002 befindet sich der Hauptsitz von Eurac Research im früheren „ex-GIL“-Gebäude, nahe der Bozner Altstadt am Zusammenfluss von Eisack und Talfer gelegen.
Der Komplex wurde in den 1930er Jahren als Sitz für die weibliche faschistische Jugend (GIL, Gioventù Italiana del Littorio) nach Entwurf der beiden Architekten Francesco Mansutti und Gino Miozzo im rationalistischen Stil erbaut. Nach dem Sturz Mussolinis und dem Kriegsende wurde der ehemalige Paradebau der faschistischen Italianisierungspolitik in Südtirol vielfältig genutzt. Unter anderem waren ein Kino, ein Supermarkt und eine Autowerkstatt hier untergebracht. Das Gebäude verfiel zusehends.
Anfang der 1990er Jahre wurde beschlossen, das Gebäude zu renovieren und dort den Sitz des damals neu gegründeten Forschungsinstitutes zu errichten. 1995 wurde ein internationaler Architekturwettbewerb für den Umbau des Ensembles ausgeschrieben, den der Grazer Architekt Klaus Kada gewann. Sein Projekt sah die Bestandserhaltung und die bauliche Ergänzung mit einem transparenten Glasbau vor. Die Fassade trägt seit dem Umbau wieder das charakteristische pompejanische Rot, die Farbe des Ursprungsbaus. Das Gebäude nutzt erneuerbare Energien und verfügt über eine Absorptionskältemaschine für die Kühlung im Sommer.
Der ehemalige Kinosaal (Konferenzraum) und die neu errichteten Seminarräume werden für interne Veranstaltungen genutzt, können aber auch gemietet werden.

## Lokalbezug und internationale Ausrichtung
Eurac Research betreut neben internationaler und überregionaler Auftragsforschung, in die Wissenschaftler aus ganz Europa eingebunden sind, auch zahlreiche Projekte mit Lokalbezug:
In der Grenzregion Südtirol überlagern sich der deutsche, italienische und ladinische Kulturraum. Diese Vielfalt stellt die Wissenschaftler vor die besondere Herausforderung, Projekte von lokalem Interesse modellhaft auch für die Gestaltung anderer europäischer Regionen zu entwerfen. So dienen etwa die Studien zur Autonomie Südtirols als wichtige Grundlage für die Entwicklung ähnlicher Autonomiemodelle etwa für Zypern, den Kosovo oder Tibet. Die Forschungsergebnisse im Bereich der Alpinen Umwelt fließen kontinuierlich in die Alpenkonvention ein.